# Калинин, Эм
Эм Калинин (настоящее имя — Михаил Николаевич Калинин; род. 6 января 1988 года, Череповец, Вологодская область, РСФСР, СССР) — российский поэт и музыкант. Автор текстов, соавтор музыки и вокалист группы «Аффинаж», а также проектов «Мистер Быдлоцыкл», «никого не люблю», «Эм(а)СПИД», «Мильён Терзаний», «КОТЭТОР». Имеет ряд творческих амплуа, которые являются составляющими проектов.

## Биография
Родился 6 января 1988 года в городе Череповец Вологодской области. Пишет с детства. Первые поэтические релизы состоялись в школьные годы. В 2005 году создал поэтическую брошюру «Лютики в траншее». Стихи школьных 2004—2006 годов вошли в сборник «Пунш&Фейерверки» (2006).
После окончания 11 классов в 2006 году поступил в Вологодский Государственный Педагогический Университет на Отделение журналистики и теории коммуникации, переехал в Вологду. В университетские годы создал сольный музыкальный проект (а)СПИД, в рамках которого выпустил три альбома: «Жертвы Искусства» (2008—2010), «и Т. Д., и Т. П.» (2011), «Не Альбом» (2012). В 2008 году стал финалистом Илья-Премии. В январе 2009 года вместе с местными поэтами основал в Вологде первый поэтический салон — «Новый Диоген». В 2010 году записал аудиокнигу стихов «Мне 22», создал поэму «Дуал».
В 2011 году окончил университет и переехал в Санкт-Петербург, где живет до сих пор. Там в октябре 2011 года вместе с ещё одиннадцатью молодыми поэтами вошел в шорт-лист поэтической премии «Послушайте» имени Велимира Хлебникова. В ноябре стал почёт-лауреатом премии.
В 2012 году вместе с Сергеем Шиляевым, с которым познакомился в 2007 году и пытался совместно играть ещё в Вологде, Калинин пробует основать в Санкт-Петербурге музыкальный коллектив, на что даёт себе год: если бы этот срок прошёл безрезультатно, проект собирались свернуть и заняться другими делами. В то время продолжает писать стихи и песни, выступать под гитару. Короткие абсурдные экспрессивные стихотворения, часто с ненормативной лексикой и нарочитой актёрской игрой, а потом и музыкальные композиции соответствующего направления публикует на своём YouTube-канале, из которого впоследствии появился проект «Мистер Быдлоцыкл».
После безрезультатных попыток собрать «обычную рок-группу» с гитаристом и барабанщиком Калинин решил создать акустический дуэт с Шиляевым под названием «Я и Мёбиус едем в Шампань», первая репетиция которого состоялась 13 марта 2012 года. Через несколько месяцев музыканты познакомились с баянистом Александром Корюковцом, а осенью 2012 — с тромбонистом Сашей Омом, которые присоединились к коллективу. Квартет получил название «Аффинаж».

## Творчество
Эм Калинин пишет музыку и тексты песен, а также стихи, которые распространяет в основном в интернете. В разное время был создателем и участником по меньшей мере шести музыкальных проектов. Кроме сольного проекта «(а)СПИД», закрытого с появлением группы «Аффинаж», в 2009—2011 годах существовал шуточный lo-fi дуэт «КОТЭТОР», который стал основной предпосылкой к созданию образа «Быдлоцыкла». В 2013—2014 годах Калинин с Сергеем Шиляевым работал над проектом «Мильён Терзаний».
На сегодняшний день[какой?] функционируют два проекта Калинина: сатирический проект «Мистер Быдлоцыкл» и группа «Аффинаж». За шесть лет в последней Эм выпустил пять полноформатных студийных альбомов, семь мини-альбомов, ряд синглов. Участвовал в саундтреке для дебютного полнометражного художественного фильма Алексея Рыбина «Скоро всё кончится». Совместно с группой «25/17» записал две композиции для альбома «Ева едет в Вавилон». В 2017 году в рамках краудфандинг-проекта для альбома «Сделай море» издал сборник стихов — «Стихотворения», в который вошло избранное за десять лет (2007—2017).

## Критика и отзывы
Основной проект Эма Калинина — группу «Аффинаж» — критики воспринимают в большей степени положительно. Музыкальный обозреватель «Российской газеты» Александр Алексеев назвал коллектив «лихим безбашенным праздником ритмического и гармонического непослушания», отметив, что если бы рок родился не в Англии, а в России, то, наверное, сразу бы стал таким, как играют эту музыку «Аффинаж». Илья Зинин отнёс проект к новой гитарной сцене и назвал «околофолковой группой», которая «прошла вообще под радарами музыкальной прессы», но при этом имеет большую популярность среди слушателей. Об этом же пишет и «Афиша Daily»: хотя в поле зрения традиционных медиа коллектив попадал редко, это не помешало ему навербовать солидную аудиторию, отправиться гастролировать, зазвучать на радио, в хит-парадах. Причина тому — музыка, которая объединяет элементы городского романса и западноевропейского дарк-фолка. В другом проекте — «никого не люблю», — по мнению «Афиша Daily», интересны тексты Калинина, которые должны быть близки подростковой аудитории, а сам проект напоминает группу «Макулатура», однако музыкальную составляющую и манеру читки, считают обозреватели, стоило бы улучшить. Говоря о творческих перевоплощениях Калинина, Анна Рыжкова из «Русского репортёра» отмечает, что в Мистере БЦ (псевдоним Калинина в проекте «Мистер Быдлоцыкл») не сразу разглядишь солиста и автора текстов группы «Аффинаж», однако такое словно бы раздвоение личности помогает автору «отделиться от модных музыкальных течений, говорить о человеке и России вне повестки дня и категорий добра и зла».

## Дискография

### Альбомы
«(а)СПИД»
- 2010 — «Жертвы искусства»
- 2011 — «и Т. Д., и Т. П.»
- 2012 — «Не альбом»
- 2020 — «Аспид. Ретроспектива» (Live)
- 2024 — «Е... мои мечты!!» (Эм Калинин, Сергей Шиляев, БЫДЛОЦЫКЛ, Аффинаж)

В составе группы «Аффинаж»
- 2013 — «Аффинаж» (EP)
- 2013 — «Дети» (EP)
- 2014 — «Я и Мёбиус едем в Шампань»
- 2014 — «Летаю/Расту» (EP)
- 2015 — «Русские песни»
- 2016 — «Русские песни. Послесловие»
- 2016 — «Счастье» (EP)
- 2017 — «Мира» (EP)
- 2017 — «Сделай море»
- 2017 — «Лучшее за 5 лет» (Сборник)
- 2018 — «Золото»
  - «Ты, который нашёл» (EP)
  - «Комната с личными вещами» (EP)
  - «Чудо» (EP)
- 2019 — «Нью-Йорк — Москва» (EP)
- 2020 — «Мимо. Ранен. Убит.»
- 2021 — «Другое. Сторона А» (EP)
- 2022 — «Мимо. Ранен. Убит. (Акустика/Эпизоды)» (EP)
- 2023 — «Другое. Сторона Б» (EP)
- 2023 — «Общество с ограниченной ответственностью»

В составе «БЫДЛОЦЫКЛ»
Альбомы
- 2013 — БЫДЛОЦЫКЛ «Багетная мастерская»
- 2013 — БЫДЛОЦЫКЛ «Нырок в пирог»
- 2014 — БЫДЛОЦЫКЛ «Сдулся»
- 2014 — БЫДЛОЦЫКЛ «Зубрзвезда»
- 2015 — Лев Печеньев feat. БЫДЛОЦЫКЛ «Красота»
- 2015 — Лев Печеньев feat. БЫДЛОЦЫКЛ «Видел и слышал»
- 2016 — БЫДЛОЦЫКЛ «Толстовочка»
- 2017 — БЫДЛОЦЫКЛ «Брак ради московской прописки»
- 2017 — БЫДЛОЦЫКЛ «МНМЛЗМ»
- 2021 — Лев Печеньев «Young Samael. Side "A" White. Muddy Murky Murders»
- 2022 — Лев Печеньев «Young Samael. Side "B" Blue. Sun on souls, feces on faces»
- 2023 — БЫДЛОЦЫКЛ «Соцреализм для самых маленьких»
- 2024 — БЫДЛОЦЫКЛ «С 8 Марта, пацаны!»
- 2024 — БЫДЛОЦЫКЛ «Самая красивая на сегодняшний день серия коллекционных ножей»

Мини-альбомы и синглы
- 2015 — БЫДЛОЦЫКЛ «Любимчик» (EP)
- 2022 — БЫДЛОЦЫКЛ «Люди былых времён» (сингл)
- 2022 — БЫДЛОЦЫКЛ «ОМГ» (сингл)
- 2023 — БЫДЛОЦЫКЛ «Совёнок» (сингл)
- 2024 — БЫДЛОЦЫКЛ «Пакет» (сингл)
- 2024 — БЫДЛОЦЫКЛ «Привет, дебил!» (сингл)
- 2025 — БЫДЛОЦЫКЛ «Бабы за 30» (сингл)
- 2025 – БЫДЛОЦЫКЛ «Люди не любят грустить» (сингл)

В составе «Мильён Терзаний»
- 2014 — «либретто»

В составе «никого не люблю»
- 2014 — «фриссон для фригидных»
- 2014 — «доска почёта»
- 2014 — «ты сифа»
- 2015 — «том йорк»
- 2016 — «с днём рождения мищя»
- 2024 — «Ты ждёшь меня, Марина?» (B-side)

### Коллаборации
- 2017 — эхопрокуренныхподъездов feat. Аффинаж «Залечь на дно в Автово»
- 2017 — 25/17 п. у. Аффинаж «Клыки»
- 2017 — 25/17 п. у. Аффинаж «Моряк»
- 2018 — omwte «плотью»
- 2018 — АнимациЯ & Аффинаж «Ошибки»
- 2020 — Заточка & Аффинаж «Спой мне»
- 2021 — Ант & Аффинаж «Прохожий»
- 2021 — Растич & Аффинаж «Качели»

### Студийные кавер-версии
- 2015 — Аффинаж «Нике» (кавер «Её Холодные Пальцы»)
- 2016 — Аффинаж «Сберегла» (кавер Калинов Мост, сборник «Калинов Мост. Tribute»)
- 2017 — Аффинаж «Можешь лететь» (кавер Animal ДжаZ, сборник «Шаг Вдох. Трибьют»)
- 2024 — Эм Калинин «Заинька» (кавер Церковь Детства)
- 2024 — Эм Калинин «На двоих» (кавер 4 Позиции Бруно)
- 2024 — Эм Калинин «Танцуй» (кавер Звери)
- 2024 — Эм Калинин «Возьми моё сердце» (кавер Ария)
- 2024 — Эм Калинин «Стеклянная» (кавер GUMA)
- 2025 — Эм Калинин «Остров в океане» (кавер Пророк Санбой)
- 2025 — Эм Калинин «На моей луна» (кавер Мёртвые Дельфины)
- 2025 — Аффинаж «Солдат» (кавер Любэ, сборник «Любэ 35. Всё опять начинается. Трибьют»)

### Саундтреки
- 2017 — х/ф Алексея Рыбина «Скоро всё кончится» (песни «Нравится», «Содом и Гоморра», «Саша»)
- 2022 — д/ф «Аффинаж. Точка сборки»

### Видеоклипы
- 2013 — Аффинаж «Аффект»
- 2013 — Аффинаж «Саша»
- 2014 — Мильён Терзаний «Сержант»
- 2015 — Аффинаж «Нравится»
- 2015 — Аффинаж «Прыгаю-стою»
- 2015 — Аффинаж «Мечта»
- 2016 — Мистер Быдлоцыкл «Чика»
- 2017 — Мистер Быдлоцыкл «Труба (Teaser)»
- 2017 — Мистер Быдлоцыкл «Труба»
- 2018 — Аффинаж «Лучше всех»
- 2019 — Аффинаж «Ни За Что Не Скажу Тебе Прощай»
- 2019 — Аффинаж «Нью-Йорк»
- 2020 — Аффинаж «Котик»
- 2021 — Аффинаж «Неправда»
- 2021 — Аффинаж «Сидней»
- 2021 — Аффинаж «Другое»
- 2021 — Аффинаж «Буду скучать»
- 2022 — Лев Печеньев  «Омут»
- 2022 — Лев Печеньев «Амулет» (Frozen Hydrargyrum)
- 2022 — Лев Печеньев «Соул»
- 2022 — Лев Печеньев ft. Быдлоцыкл «Ягода»
- 2023 — Аффинаж «Я — печаль»
- 2023 — Аффинаж «Оружие»
- 2023 — Аффинаж «Он»
- 2024 — Быдлоцыкл «Слёзы»
- 2024 — Быдлоцыкл «Свитер Оверсайз»
- 2024 — Быдлоцыкл «Ты Итс Вери Бьютифул»
- 2024 — Быдлоцыкл «Делаю»
- 2024 — Аффинаж «Нравится» (акустика)
- 2024 — Быдлоцыкл «Деньги»
- 2024 — Аффинаж «Он» (акустика)
- 2024 — Быдлоцыкл «Блюз»
- 2024 — Аффинаж «123» (новый звук)
- 2024 — Эм Калинин & Сергей Шиляев «Е... мои мечты!!»
- 2025 — Быдлоцыкл «Тот Самый Чел»
- 2025 — Аффинаж «Солнце» (Live, 2025)
- 2025 — Аффинаж «Не танцуй» (Live, 2025)
- 2025 — Аффинаж «Следопыт» (Live, 2025)

### Аудиокниги
- 2010 — «Мне 22»